# Gonzalo Rovira (futbolista)
Gonzalo Eduardo Rovira (Santo Tomé, Corrientes, Argentina, 7 de abril de 1988) es un futbolista argentino. Juega como delantero y actualmente está sin club.

## Trayectoria
Debutó como titular en el Club Atlético San Lorenzo de Almagro el 25 de septiembre de 2009 en un partido por octavos de final de la Copa Sudamericana ante el Cienciano de Perú (3-0), con una gran actuación: convirtiendo un gol y asistiendo en otro. Definió aquella serie anotando un gol también en el encuentro de vuelta.
Es conocido dentro del Club Atlético San Lorenzo de Almagro también por ser uno de los goleadores históricos de las divisiones inferiores del club, donde juega desde la novena división.
En el mes de enero de 2010, fue cedido al Deportes La Serena de Chile. Tras no poder adaptarse al club decide retirarse a pesar de que el técnico de Deportes La Serena Victor Hugo Castañeda lo quería para el segundo semestre, retornando en julio al equipo argentino.
El 14 de enero de 2011 es cedido a préstamo a Deportivo Quito de Ecuador, por un año, pedido por el entrenador Fabián Bustos. Donde no fue muy tenido en cuenta y prácticamente no jugó.
El 3 de enero de 2012 volvió a San Lorenzo de Almagro, donde tampoco jugó tras tener un inconveniente con el transfer.
Con el deseo de lograr continuidad, Gonzalo Rovira se convirtió en jugador de Douglas Haig el 1 de agosto de 2012.
Pasó a Gimnasia y Tiro de Salta donde tuvo mayor continuidad. Tras un año con poca efectividad, fichó para Textil Mandiyú aunque su paso tampoco fue el esperado. 
En 2015 se convirtió en refuerzo del club San José, de Bolivia en donde no tuvo continuidad.

## Clubes
| Club                       | País      | Año       | PJ | Goles |
| -------------------------- | --------- | --------- | -- | ----- |
| San Lorenzo                | Argentina | 2009      | 17 | 3     |
| Deportes La Serena         | Chile     | 2010      | 14 | 3     |
| San Lorenzo                | Argentina | 2010      | 16 | 2     |
| Deportivo Quito            | Ecuador   | 2011      | 8  | 0     |
| San Lorenzo                | Argentina | 2012      | 0  | 0     |
| Club Atlético Douglas Haig | Argentina | 2012–2013 | 15 | 0     |
| Gimnasia y Tiro de Salta   | Argentina | 2013-2014 | 16 | 2     |
| Club Textil Mandiyú        | Argentina | 2014–2015 | 11 | 2     |
| Club San José              | Bolivia   | 2015–2016 | 3  | 0     |